# Federação Azeri de Voleibol
A Federação Azeri de Voleibol  (em azeri:Azerbaycan Voleybol Federasiyasi, AVF) é  uma organização fundada em 1991 que governa a pratica de voleibol na Azerbaijão, sendo membro da Federação Internacional de Voleibol e da Confederação Européia de Voleibol, a entidade é responsável por  organizar  os campeonatos nacionais de  voleibol masculino e feminino no país.